# Олга Бан
Олга Бан (Заречје, код Пазина, 29. јун 1926 — Пазин, 8. октобар 1943) била је учесница Народноослободилачке борбе и народни херој Југославије.

## Биографија
Рођена је 26. јуна 1926. у малом истарском селу Заречју, код Пазина. Након завршетка основне школе, због сиромаштва није могла да настави школовање, него је помагала оцу, који је био кројач.
Отац јој је, као радник, био напредно оријентисан, па је то пренео и на Олгу. Народноослободилачки покрет (НОП) почели су помагати још 1941. године, а кућа њеног оца претворена је у партизанску базу. Ту су се сабирала разна материјална средства за НОП, одржавали састанци партијских активиста, одржавала курирска веза. Олга је активно учествовала у организовању и извршењу тих послова — шила је одећу за партизане, вршила курирску службу, прикупљала храну и лекове. Ускоро је примљена и за члана СКОЈ-а.
Олга 1943. године одлази у Горски котар и бори се у редовима приморско-горанских јединица. У мају 1943. године вратила се у родни крај и помагала организовање омладине и жена у НОП. Заједно са својим оцем, 16. јуна 1943. године примљена је у Комунистичку партију Југославије у партизанској војној бази код села Бргудца, под Плаником.
Осмог октобра 1943. године Немци су опколили њену родну кућу и ухапсили је заједно с братом и оцем. Њу и оца Мату, истог дана стрељали су на пазинском гробљу, а брата су одвели у концентрациони логор Дахау. Њену мајку такође су ухапсили и одвели у логор.
Када су Олгу хтели помиловати, говорећи јој да је још млада и да се може променити, она им је одговорила: „Једна млада скојевка не мијења се никад”. Лист Глас Истре писао је 3. децембра 1943. године о њеној погибији и погибији њеног оца:
Пошли су да раде у Истри за Истру, за слободу, за наш народ, пошли су у борбу, и сада их више нема. Швапски фашистички разбојници су их стријељали. Друг Бан и његова кћи дали су највећу жртву, дали су животе своје за Истру, за слободу, за свој народ.
Указом председника СФР Југославије Јосипа Броза Тита 26. септембра 1973. проглашена је за народног хероја.